# Felipe Miñambres
Felipe Miñambres Fernández (Astorga, 29 de abril de 1965) é um ex-futebolista e treinador de futebol espanhol que atuava como meia-atacante. Atualmente, é diretor esportivo do Celta de Vigo.

## Carreira
Jogou profissionalmente por 3 equipes:Zamora (onde iniciou a carreira em 1984), Sporting de Gijón (times principal e B) e Tenerife, pelo qual atuou durante 10 temporadas; com 310 jogos, é o jogador com mais partidas disputadas com a camisa dos Blanquiazules. Aposentou-se dos gramados em 1999, mas permaneceu no Tenerife, sendo anunciado como novo técnico, substituindo Carlos Aimar.
Treinou ainda Hércules, Salamanca, Alicante, Lleida e Rayo Vallecano, sendo nomeado diretor esportivo em 2010.
Desde 2016, Miñambres exerce a mesma função no Celta de Vigo.

### Seleção Espanhola
Pela Seleção Espanhola, foram seis partidas entre 1989 e 1994, não sendo convocado para a Copa de 1990. 
Esteve na Copa de 1994, realizada nos Estados Unidos, como reserva, tendo atuado contra Coreia do Sul e Bolívia, ambas na primeira fase. Encerrou a carreira internacional após a participação da Fúria na competição.